# Chill Out Zone
Chill Out Zone è il primo EP del rapper britannico Wiley, pubblicato il 12 luglio 2011.

## Tracce
1. Music Is Calling Me (feat. Meleka) – 3:29
2. If I Could (feat. Ed Sheeran) – 3:07
3. Seduction (feat. Alexa Goddard) – 4:13
4. Walk Away (feat. Sinead Harnett) – 3:58
5. Don’t Throw It Away – 2:34
6. But I Did (We Clicked) – 2:39
7. Romeo (feat. Cherri V) – 3:25
8. She Might Holla – 2:57
9. Out the Box – 3:28
10. Get Up – 3:41
11. Pengting (feat. Opium) – 1:36